# Achaea albilimba
Achaea albilimba is een vlinder van de familie van de spinneruilen (Erebidae). De wetenschappelijke naam van deze soort is voor het eerst voorgesteld door Emilio Berio in een publicatie uit 1954.
De soort komt voor in Congo-Kinshasa.